# 사일록
사일록은 마블 코믹스에서 출판한 미국 만화의 여자 영웅으로, 본명은 엘리자베스 뱃시 브래덕이다. 크리스 클레어몬트와 허브 트림프에 의해 탄생한 그녀는 마블 UK 시리즈 중 1976년 12월 캡틴 브리튼 8화에서 처음 등장했다.
뱃시는 처음에 그의 쌍둥이 오빠인 캡틴 브리튼의 모험에서 보조적인 주인공으로 등장했고, 잠깐 동안 캡틴 브리튼의 임무를 수행하기도 했다. 그녀는 1986년 엑스맨의 멤버이자 여자 뮤턴트 영웅인 사일록이 되었다. 캡틴 브리튼 시리즈에서는 예지력을 가지고 있었고, 이후 텔레파시 능력을 얻었으며, 최종적으로는 일본 여성 닌자인 콰논으로 변신할 수 있게 되어 칸논의 뛰어난 무술 실력과 그녀의 성격을 얻게 되었다. 사일록의 이름은 엑스멘의 악당인 모조와 스파이럴이 붙여진 것이다. Later, Psylocke acquired the power of telekinesis.
사일록의 다른 버전들이 마블 코믹스의 멀티버스와 영화에서 등장했다. 그녀는 2006년 엑스맨: 최후의 전쟁에서 잠깐 등장했으며, 메이 멀랜슨이 그녀를 연기했다. 2016년 엑스맨: 아포칼립스에서는 올리비아 먼이 사일록 역을 맡았다.

## 담당 배우

### 영화
- 엑스맨: 최후의 전쟁(2006) - 메이 멀랜슨
- 엑스맨: 아포칼립스(2016) - 올리비아 먼

## 담당 성우

### TV 애니메이션
- 엑스맨(1992) - 태샤 심스
- 울버린과 엑스맨(2009) - 그레이 딜라일

### 비디오 게임
- 마블 슈퍼 히어로즈(1995) - 캐서린 디셔
- 마블 대 캡콤 2(2000) - 캐서린 디셔
- 엑스맨: 뮤턴트 아카데미 2(2001) - 제인 룩
- 엑스맨: 넥스트 디멘션(2002) - 마사사 모요
- 엑스맨 레전드(2004) - 마사사 모요
- 마블 얼티밋 얼라이언스(2006) - 킴 마이 게스트
- 마블 얼티밋 얼라이언스 2(2009) - 킴벌리 브룩스
- 마블 슈퍼 히어로 스쿼드 온라인(2011) - 로라 베일리
- 데드풀(2013) - 멀리사 디즈니
- 마블 히어로즈(2013) - 에이프릴 스튜어트